# کاروانسرای رضی
کاروانسرای رضی مربوط به دوره صفوی است و در شهرستان مشگین‌شهر، بخش ارشق، جنوب شهر رضی واقع شده و این اثر در تاریخ ۲۶ اسفند ۱۳۸۷ با شمارهٔ ثبت ۲۵۸۳۱ به‌عنوان یکی از آثار ملی ایران به ثبت رسیده است.